# CSN (album)
Pour les articles homonymes, voir CSN.
Albums de Crosby, Stills & Nash
So Far
(1974) Replay
(1980)
Singles
1. Just a Song Before I Go
Sortie : juin 1977
2. Fair Game
Sortie : septembre 1977

CSN est le deuxième album studio du trio Crosby, Stills & Nash. Il est sorti en juin 1977 sur le label Atlantic Records.
C'est leur cinquième album ensemble, en comptant ceux qu'ils ont enregistré avec Neil Young. À sa sortie, il se classe no 2 des ventes aux États-Unis derrière Rumours de Fleetwood Mac.

## Fiche technique

### Titres
| 1. | Shadow Captain  | David Crosby, Craig Doerge (en) | 4:32 |
| 2. | See the Changes | Stephen Stills                  | 2:56 |
| 3. | Carried Away    | Graham Nash                     | 2:29 |
| 4. | Fair Game       | Stephen Stills                  | 3:30 |
| 5. | Anything at All | David Crosby                    | 3:01 |
| 6. | Cathedral       | Graham Nash                     | 5:15 |

| 7.  | Dark Star               | Stephen Stills | 4:43 |
| 8.  | Just a Song Before I Go | Graham Nash    | 2:12 |
| 9.  | Run from Tears          | Stephen Stills | 4:09 |
| 10. | Cold Rain               | Graham Nash    | 2:32 |
| 11. | In My Dreams            | David Crosby   | 5:10 |
| 12. | I Give You Give Blind   | Stephen Stills | 3:21 |

### Crosby, Stills & Nash
- David Crosby : chant, guitare rythmique (4, 7), guitare acoustique (8, 11), arrangements des cordes (6, 10)
- Stephen Stills : chant, guitare (sauf 3, 6, 10), piano électrique (5), arrangements des cordes (12), timbales (4)
- Graham Nash : chant, piano (3, 6, 8, 10), harmonica (3), arrangements des cordes (6, 10)

## Musiciens
- Craig Doerge : piano acoustique (1, 5), piano électrique (1, 7)
- Mike Finnigan : orgue (9)
- George Perry : basse (1, 4-7, 12)
- Jimmy Haslip : basse (3)
- Tim Drummond : basse (8)
- Gerald Johnson : basse (9)
- Russ Kunkel : batterie (1, 5, 8, 11), congas (1, 7), percussions (8)
- Joe Vitale : batterie (3, 4, 6, 7, 9, 12), orgue (1, 4-6), piano électrique (3, 8), percussions (6, 12), flûte (1), tympanon (6), vibraphone (11)
- Ray Barretto : congas (4)
- Mike Lewis : arrangements des cordes (6, 10, 12)
- Joel Bernstein : arrangements des cordes (6)

### Équipe de production
- Crosby, Stills & Nash : producteurs
- Howard Albert, Ron Albert : coproducteurs, ingénieurs du son
- Steve Gursky : ingénieur du son assistant
- Joel Bernstein : photographie
- Gary Burden : direction artistique
- Joe Gastwirt : remasterisation numérique